# Mangnong
Mangnong (kinesiska: 忙农, 忙农镇) är en köping i Kina. Den ligger i den autonoma regionen Inre Mongoliet, i den norra delen av landet, omkring 640 kilometer öster om regionhuvudstaden Hohhot. Antalet invånare är 34705. Befolkningen består av 16 526 kvinnor och 18 179 män. Barn under 15 år utgör 15,0 %, vuxna 15-64 år 76 %, och äldre över 65 år 8,0 %.
Genomsnittlig årsnederbörd är 742 millimeter. Den regnigaste månaden är juni, med i genomsnitt 181 mm nederbörd, och den torraste är januari, med 2 mm nederbörd.